# Дајана Винјард
Дајана Винјард (енгл. Diana Wynyard) је била енглеска глумица, рођена 16. јануара 1906. године у Лондону (Енглеска), а преминула 13. маја 1964. године у Лондону (Енглеска). Номинована је за Оскара за најбољу главну глумицу за улогу у филму Кавалкада.